# 297
297 је била проста година.

## Догађаји
- Цезар Марко Аурелије Валерије Максимијан и Гај Галерије Валерије Максимијан Цезар.
- Пикти прелазе Хадријанов зид. Констанцијев рат на северу са Пиктима.
- Пошто је окупио трупе у Илирији и Мезији, Галерије се преместио у Јерменију.
- Устанак Квинквегентанејаца (5 градова Киренаике) под вођством Јулијана. Побуну је угушио Херкул.
- Максимијан је окончао рат у Африци. Освајање побуњеничких упоришта у Атласким планинама. Устанци су брутално угушени.
- Диоклецијан је опсео Ахилеја у Александрији и освојио је 8 месеци касније. Ахил је погубљен. Египат је био разорен проскрипцијама и убиствима, али је Диоклецијан увео ред.
- Галерије је намамио Нарсесове Персијанце у заседу и потпуно их поразио, заробивши логор, жене и децу Нарсеса. Освајање Јерменије и Месопотамије

## Смрти
- Википедија:Непознат датум — Домиције Домицијан — римски узурпатор